# Carsten Lichtlein
Carsten Lichtlein, nemški rokometaš, * 4. november 1980, Würzburg.
Carsten je rokometni vratar. Leta 2010 je na evropskem rokometnem prvenstvu s nemško reprezentanco osvojil 10. mesto. Na EP 2016 je bil član zmagovite ekipe, ki je osvojila zlato medaljo.